# إدوارد هوزر (متزحلق)
إدوارد هوزر هو متزحلق سويسري، ولد في 26 نوفمبر 1948 في سويسرا.

## وصلات خارجية
- إدوارد هوزر على موقع أوليمبيديا (الإنجليزية)